# Jardín del Príncipe de Anglona

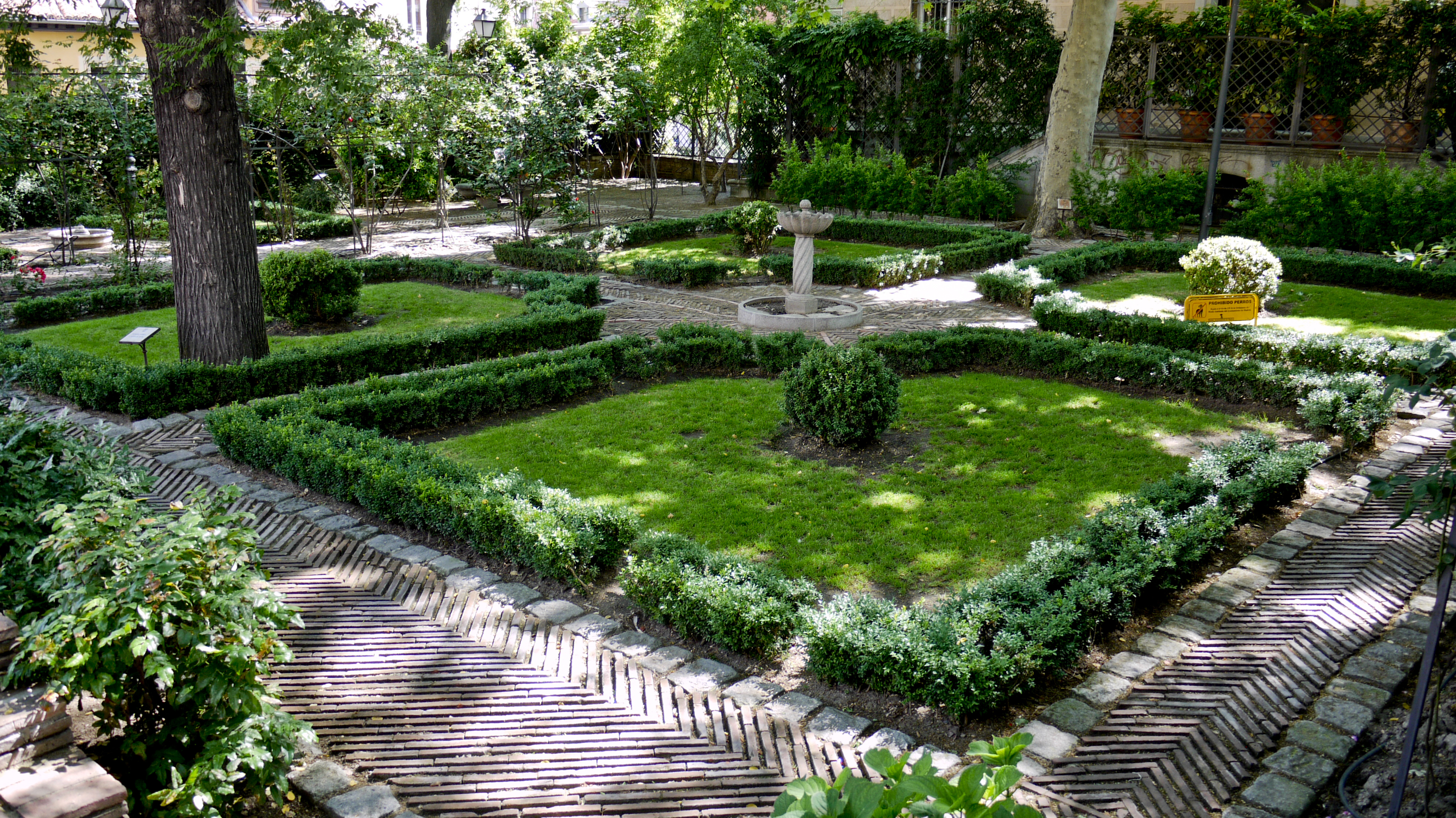
Vy över Jardín del Príncipe de Anglona.

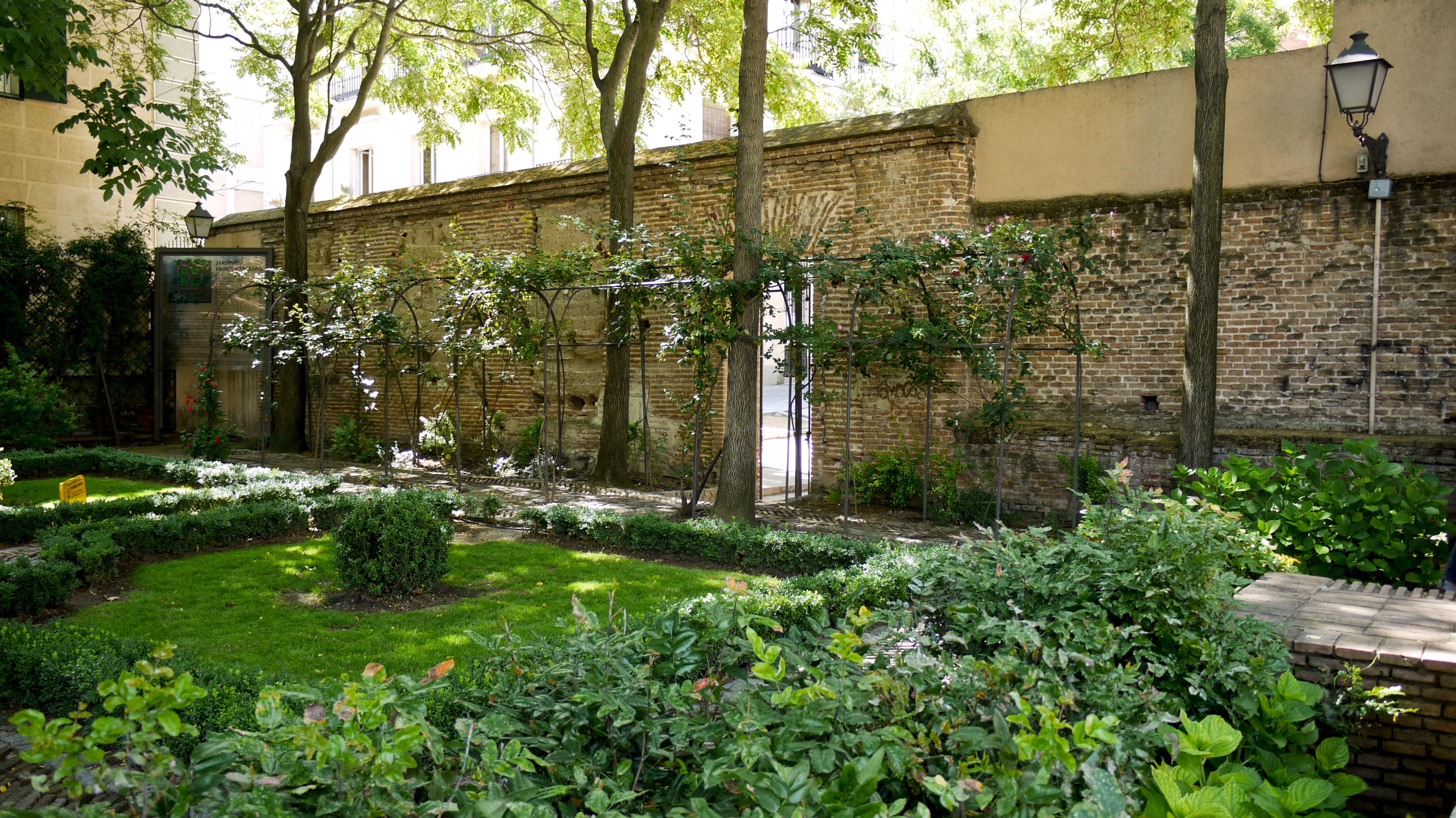

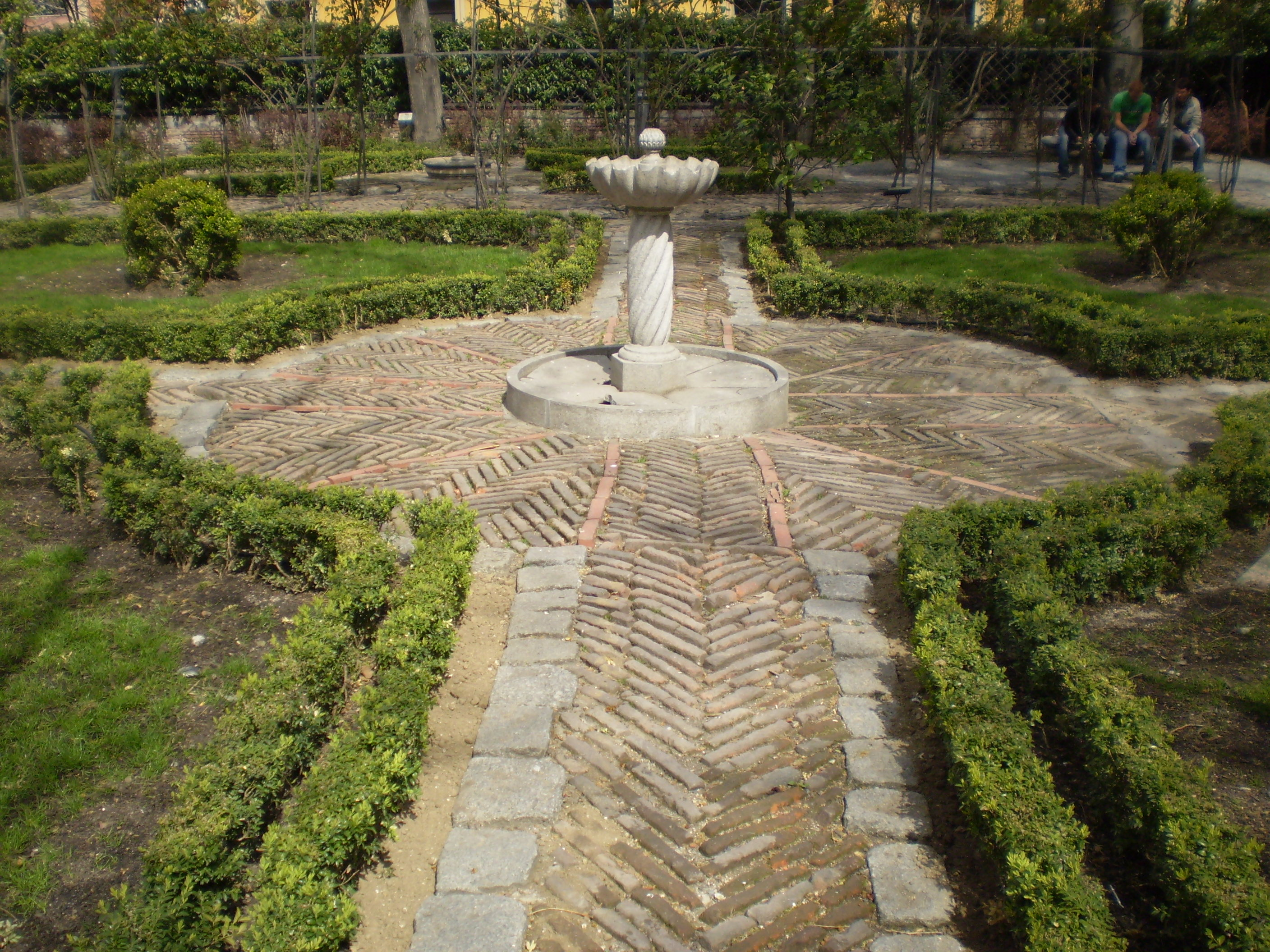
Detalj av den centrala delen av parken, som pryds av en liten fontän.

Jardín del Príncipe de Anglona är en liten park i Madrid. Den ligger vid plaza de la Paja, inom det område som är känt som Madrid de los Austrias, mer preciserat i Barrio de La Latina, ett av de viktigaste turistmålen i den spanska huvudstaden. Parken är ett av få exempel på adelsparker från 1700-talet som finns kvar i staden. 
Parken tillhör kommunen, som har åtagit sig dess förvaltning, underhåll och bevarande.

## Historia
Parkens historia hör samman med Palacio del Príncipe de Anglona, en byggnad som konstruerades kring 1530 som residens för Francisco de Vargas, rådgivare till de Katolska monarkerna och till Karl I, även om parken i sitt nuvarande skick kom till vid en reform 1802.
Parken ritades under 1700-talet, samtidigt med en av sidorna till palatset. Den finns med på en ritning 1761 som gjordes av Nicolás Chalmandrier, som projekterade ett litet område för rekreation i nyklassicistisk stil, med karakteristiska drag av hispano-arabiska trädgårdar. Parken gjordes om 1920 under ledning av Javier de Winthuysen (1920) och under senare år av Lucía Serredi (2002).
Såväl parken som palatset har sitt namn efter Pedro de Alcántara Téllez-Girón, prins av Anglona och hertig av Javalquinto, som bodde på denna plats under 1800-talet. En annan känd person som bott på platsen var greven av Benavente.
Under 1900-talets två första tredjedelar var anläggningen övergiven. 1978 kom parken in under Ayuntamiento de Madrid, som har administrationen för olika kommunala uppgifter i palatset. I början av 2000-talet, började man rekonstruera parken, som öppnades för allmänheten år 2002.

## Beskrivning
Jardín del Príncipe de Anglona ligger på en terrasserad markyta, som reser sig över den kraftiga nivåskillnaden som finns mellan plaza de la Paja och calle de Segovia. 
Parken upptar en yta av ungefär 500 m², vars sidor inhägnas genom en stenmur, på vilken längs några sträckor vilar ett järnstaket.
Parken består av tre väl skilda delar. Den mittersta delen, den mest viktiga, delas i fyra kvadranter, mellan vilka öppnar sig olika stigar, utförda i tegelsten som ”ligger packade som sardiner”. I skärningen av stigarna finns en liten fontän, gjord i granit. Den är gjord i form av en pelare och en kopp, med spiralreliefer i form av en salomonisk pelare.
Parkens andra område är delen nära muren som vetter mot calle de Segovia. Där sträcker sig en gång som är täckt av en pergola, med rosenplantering. Slutligen i ett av parkens hörn, mot plaza de la Paja, reser sig en berså i järn, som bilder det tredje området i parken.
Parken kombinerar träd av stora dimensioner med små parterrer med gräsmattor avgränsade med häckar av buxbom.

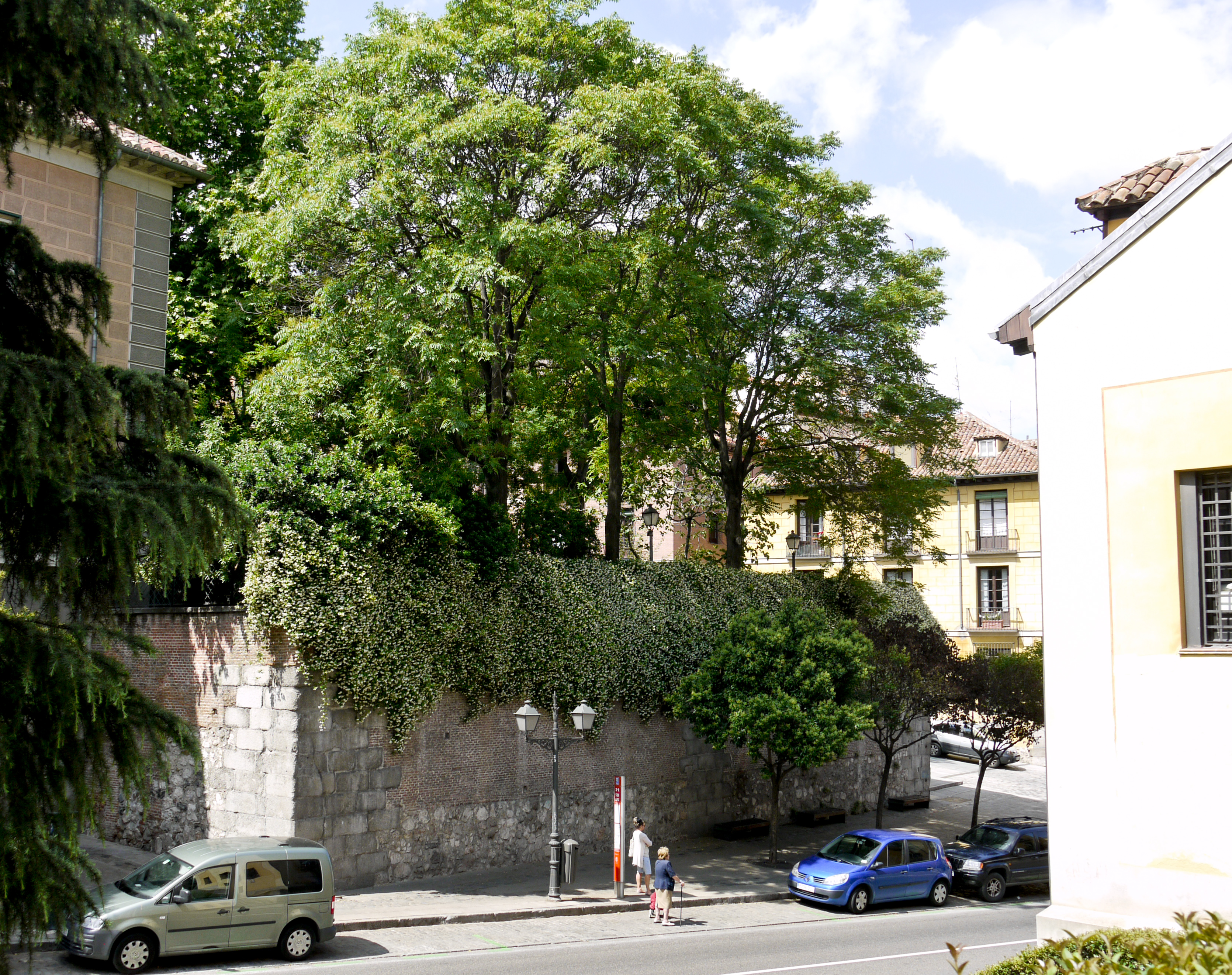
Parken ligger på en terrass
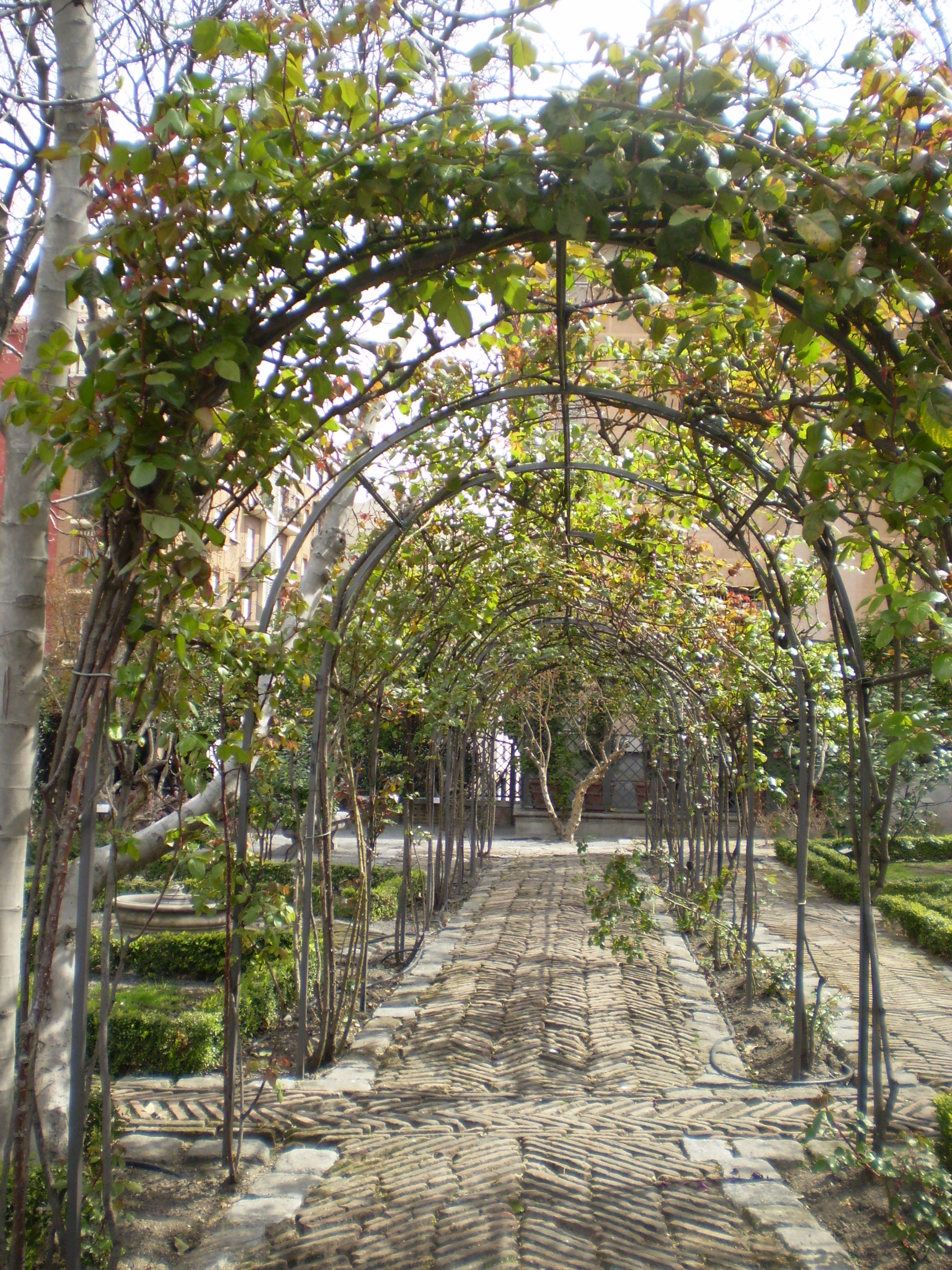
Pergolan i parken.
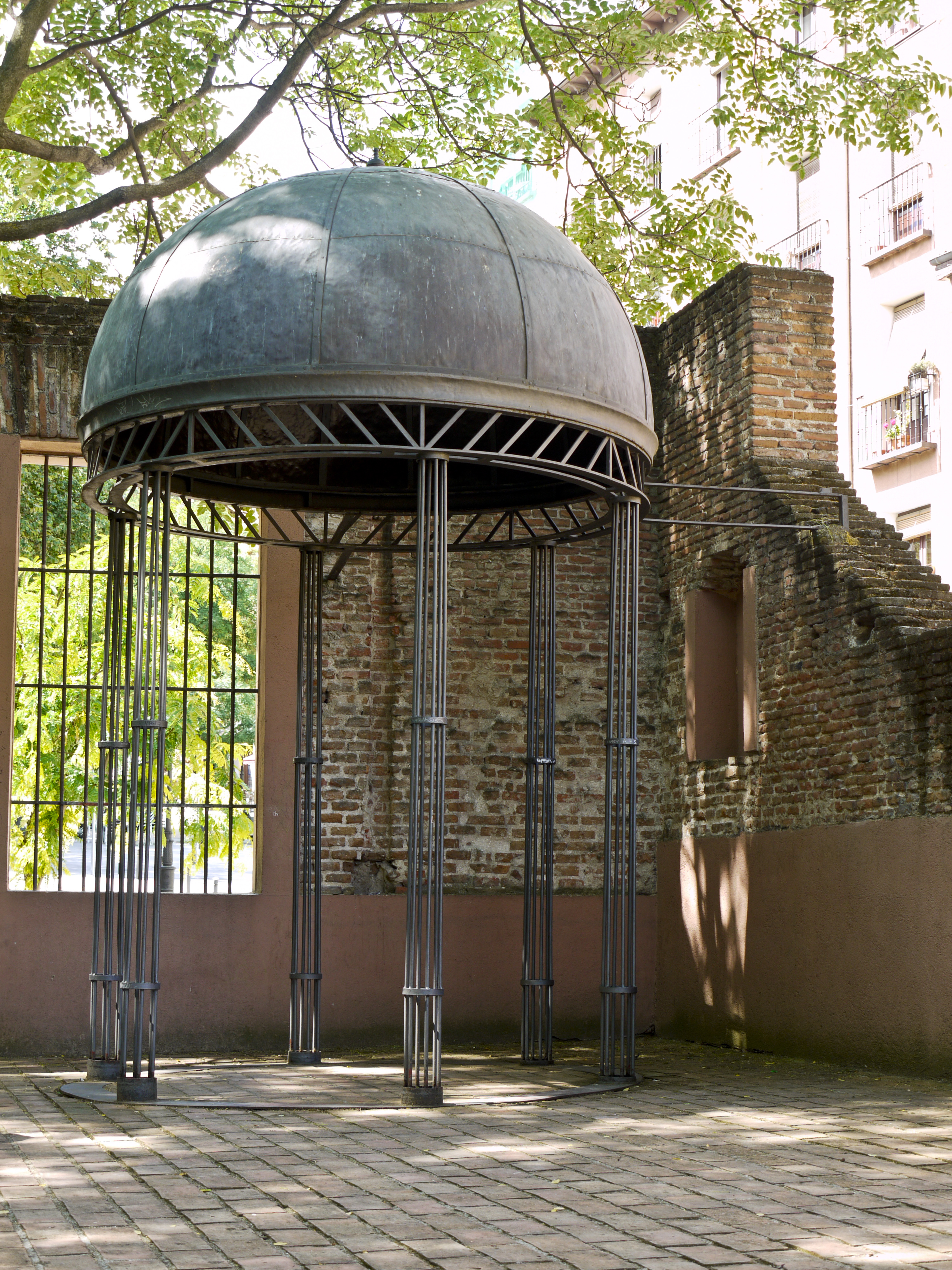
Bersån
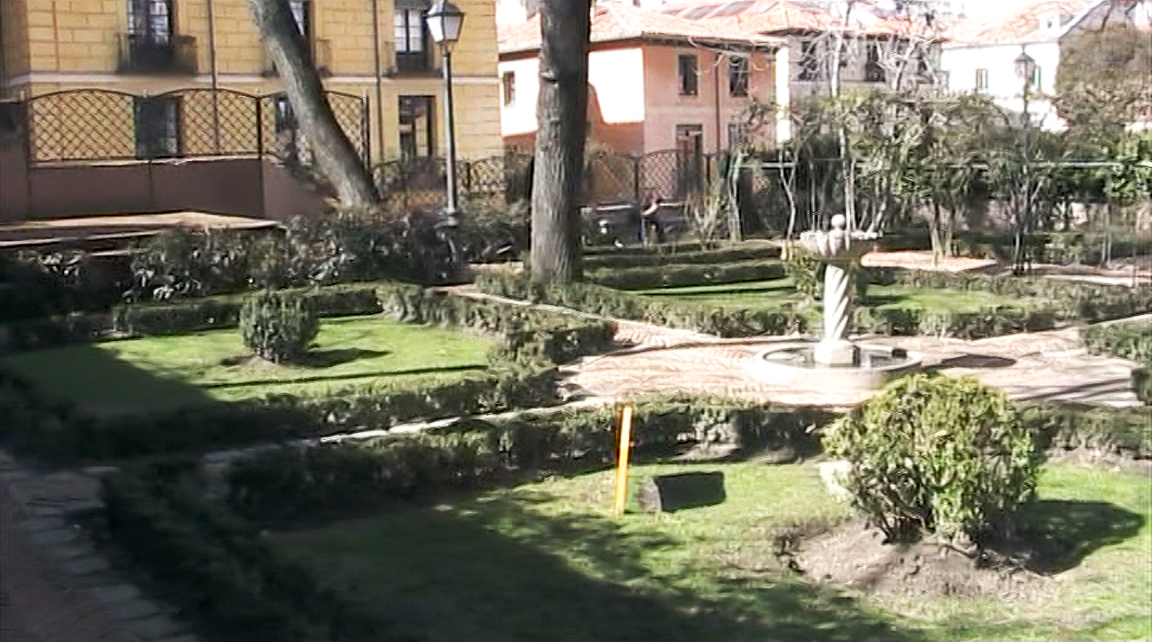
Häckar av buxbom runt gräsmattor, stenmuren med staket i bakgrunden
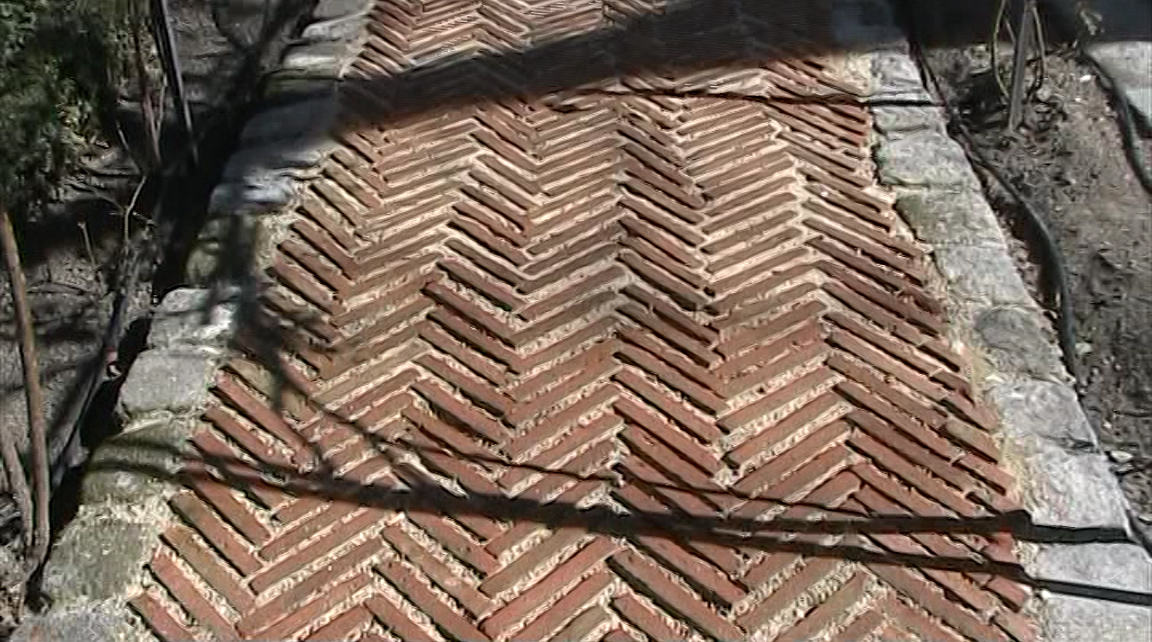
Promenadstig med tegelstenar ställda på kant.